# Rokitnica (powiat łaski)
Rokitnica – wieś w Polsce. położona w województwie łódzkim, w powiecie łaskim, w gminie Łask.
W latach 1975–1998 miejscowość należała administracyjnie do województwa sieradzkiego.
Wieś nad Grabią. Jest tu 50 zagród i ponad 600 działek letniskowych. Miejsce wypoczynku mieszkańców Łodzi i Pabianic. W znajdującej się w Rokitnicy kopalni piasku często organizowane są rajdy samochodów terenowych.
W przeszłości Rokitnica była dużą wsią zamieszkaną przez kolonistów niemieckich. We wsi jest kaplica należąca do parafii w Teodorach – dawny zbór ewangelicki, w domu pod nr 74 był kantorat. W pobliskim lesie pozostałość dużego cmentarza ewangelickiego.

## Szlaki turystyczne
Przez wieś prowadzi  niebieski turystyczny Szlak „Osady Braci Czeskich” (65 km): Widawa (PKS) – Ruda – Chrząstawa – Faustynów – Walewice – Pożdżenice – Zelów – Zelówek – Bocianicha – Grzeszyn – Gucin – Rokitnica – Talar – Barycz – Ostrów – Łask Kolumna (PKP, PKS).
 Łódzka Magistrala Rowerowa N-S

## Sport
W 2004 r. LZS „Rokita” prowadził działalność sportową w zakresie szkolenia zawodników i uczestniczenia w rozgrywkach piłkarskich na terenie OZPN Sieradz. W drużynie „Senior”, która brała udział w rozgrywkach klasy „B” grupa V, uczestniczyło w zajęciach treningowych i rozgrywkach 25 uczestników.
W sezonie 2004/2005 drużyna seniorów zajęła III miejsce, natomiast jesienią w sezonie 2005/2006 – I miejsce.
W lutym 2004 r. drużyna seniorów startowała w Mistrzostwach Powiatu LZS w Łasku w piłce Halowej, zajmując III miejsce. Był to wielki krok na początek sezonu 2004. Drużyna seniorów startowała także w rozgrywkach Pucharu Polski w piłce plażowej, jako jedyny przedstawiciel okręgu OZPN Sieradz. W tych rozgrywkach dotarła do półfinału. Królem strzelców został Fabiano Valente.
Kolejnym osiągnięciem był udział w rozgrywkach Pucharu Polski OZPN Sieradz, gdzie drużyna dotarła do ćwierćfinału. Przez wiele lat we wsi istniał klub piłkarski o nazwie „Rokita” Rokitnica, gdzie większość zawodników była wychowankami Boruty, potem MKP Zgierz oraz Włókniarza Zgierz. Największe sukcesy to zakwalifikowanie się do klasy okręgowej – grupa sieradzka, a także 1/2 Okręgowego Pucharu Polski. Pod koniec 2005 roku klub przestał istnieć z powodu kłopotów finansowych. Został
reaktywowany w 2008 r. pod nazwą „WKS Rokitnica”.